# Gaetano Arangio-Ruiz
Gaetano Arangio-Ruiz (Augusta, 18 april 1857 – Turijn, 30 juli 1936) was een hoogleraar staatsrecht in het koninkrijk Italië. Hij doceerde achtereenvolgens aan de universiteit van Napels, Modena, Macerata, andermaal Modena alsook aan de universiteit van Turijn. In Macerata was hij rector magnificus.
Zijn onderzoeksgebied was het grondwettelijk recht van Italië.

## Levensloop
Arangio-Ruiz was een zoon van Vincenzo Arangio en Agata Ruiz. Hij verhuisde op jonge leeftijd van Augusta op Sicilië naar Napels. Aan de universiteit van Napels studeerde hij in 1879 af als doctor in de rechtsgeleerdheid; zijn promotieschrift behandelde een onderwerp uit het Romeins Recht. Hij publiceerde daarnaast een versbundel in Florence in 1878.
Na enkele jaren aan de balie van Napels wijdde hij zich aan onderzoek in het grondwettelijk recht. Twee essays van zijn hand kwamen uit. In 1885: Eleggibili ed eletti. Abbozzi di questioni costituzionali en in 1886: Delle guarentigie costituzionali nell'ordinamento politico e amministrativo dello Stato. Vanaf 1887 tot 1898 was Arangio-Ruiz privaatdocent grondwettelijk recht aan de universiteit van Napels. Hij legde zich toe op de geschiedenis van de grondwet van het eengemaakte Italië en het staatsrecht in het algemeen. Zijn meest bekende werk was de Storia costiuzionale del Regno d’Italia ofwel de Geschiedenis van de grondwet van het koninkrijk Italië, uitgegeven in Florence in 1898.
In 1898 verhuisde Arangio-Ruiz naar Modena. Hij werd er benoemd tot buitengewoon hoogleraar staatsrecht. Zijn publicaties behelsden de teksten bij de hoorcolleges. 
In 1901 verliet hij Modena voor een benoeming tot gewoon hoogleraar aan de universiteit van Macerata. Van 1901 tot 1910 was hij in Macerata. Hij combineerde zijn lessen grondwettelijk recht met het ambt van rector magnificus in de jaren 1905-1910. Hij publiceerde over de geschiedenis van de universiteit.
In 1910 keerde hij terug naar de universiteit van Modena. Hij bekleedde het ambt van gewoon hoogleraar grondwettelijk recht. Hier bleef hij werkzaam tot het jaar 1925. In deze periode kwamen de fascisten aan de macht.
Vanaf 1925 tot zijn emeritaat in 1932 doceerde Arangio-Ruiz grondwettelijk recht in Turijn. Hij behaalde er de academische titel van magister in de rechtsgeleerdheid (1930). Verder hield hij zich in de laatste jaren van zijn leven ver van het fascistisch bewind. In Turijn overleed hij (1936).